# Ultra Music Festival
Ultra Music Festival (UMF) is een festival met elektronische muziek, dat jaarlijks in maart wordt gehouden in Miami. Het festival werd opgericht in 1999 door Russel Faibisch en Alex Omes en is genoemd naar het album Ultra van Depeche Mode. Ultra werkt samen met Winter Music Conference, dat eveneens wordt gehouden in Miami.
Ultra wordt gehouden in Downtown Miami in Bayfront Park. Tot 2007 was het een eendaags festival, daarna werd het twee dagen en van 2011 tot 2012 een festival van drie dagen. In 2012 werd er een record gevestigd, met een bezoekersaantal van 155.000. In 2013 werd het festival voor de eerste keer over twee weekenden gehouden. In 2014 werd dat teruggebracht naar één weekend.
Ultra is over de hele wereld verspreid. Die worden gehouden in: Ibiza (Spanje), Buenos Aires (Argentinië), São Paulo (Brazilië), Santiago (Chili), Seoel (Zuid-Korea), Kaapstad en Johannesburg (Zuid-Afrika), Split en Hvar (Kroatië).
Ultra Music Festival en Ultra Records zijn niet van dezelfde organisatie.

## Aantal bezoekers
| Jaar        | Aantal bezoekers | Locatie                       |
| ----------- | ---------------- | ----------------------------- |
| 1999 - 2000 | Onbekend         | South Beach, Miami Beach      |
| 2001 - 2004 | Onbekend         | Bayfront Park, Downtown Miami |
| 2005        | 45.000           | Bayfront Park, Downtown Miami |
| 2006        | 30.385           | Museum Park, Downtown Miami   |
| 2007        | 50.000           | Museum Park, Downtown Miami   |
| 2008        | 70.000           | Museum Park, Downtown Miami   |
| 2009        | 100.000          | Museum Park, Downtown Miami   |
| 2010        | 100.000          | Museum Park, Downtown Miami   |
| 2011        | 150.000          | Museum Park, Downtown Miami   |
| 2012        | 165.000          | Bayfront Park, Downtown Miami |
| 2013        | 330.000          | Bayfront Park, Downtown Miami |
| 2014        | 165.000          | Bayfront Park, Downtown Miami |
| 2015        | 165,000          | Bayfront Park, Downtown Miami |
| 2016        | 170,000          | Bayfront Park, Downtown Miami |